# Sportovní areál Bajda
Sportovní areál Bajda v Kroměříži se nachází v bezprostřední blízkosti historického centra. V současnosti zahrnuje 9 tenisových kurtů, letní koupaliště s 50 m bazénem s osmi drahami, dětským bazénem, brouzdalištěm, travnatými odpočinkovými plochami a nohejbalové hřiště. Sousedí s Podzámeckou zahradou s Arcibiskupským zámkem a Květnou zahradou zapsanými do památek UNESCO.

## Historie
Tenisový areál vznikl v roce 1913 na pozemcích v blízkosti historického centra, které věnoval arcibiskup Theodor Kohn svým zaměstnancům, a ti založili Arcibiskupský bruslařský klub. V témže roce vznikl i tenisový klub, který přes řadu organizačních změn funguje dodnes.
Na sousedních pozemcích po roce 1948 byly po zániku Arcibiskupských statků a lesů zrušeny deputátní zahrádky a postupně byl na nich vybudován 50 m bazén s dalšími koupališti pro děti a občerstvovací kiosek.
Na místě současného tenisového klubu původně vznikl bazén s délkou 33 metrů se šesti drahami, sociálním zařízením, dřevěnými šatnami a také zahájil svou činnost i plavecký oddíl. V areálu byl rovněž volejbalový kurt a byl založen volejbalový klub. Dalším sportovním zařízením byla i kuželna se dvěma drahami.
Tenisový oddíl vyvíjel velmi aktivní činnost mezi válkami v letech 1918 - 1939, částečně i díky sponzorským aktivitám kloboučníka Holubce a kavárníka Šlégla.
Tenisové kurty v té době hostily i nejlepší československé hráče, jakými byli např. bratři Koželuhové.
Po druhé světové válce se areál postupně rozpadal, nebyly peníze na údržbu a renovaci, především dřevěných staveb, např. kabinek, sociálnímu zařízení nebo kiosku pro prodej občerstvení.
Od roku 1991 bylo vytvořeno občanské sdružení TC Bajda Kroměříž a získaný majetek spravuje.
Významné období obnovy areálu začíná po roce 1991. V roce 1993 byla například uvedena do provozu studna pro odběr užitkové vody, která tak nahradila vodu původně dodávanou z vodovodního řadu města Kroměříž.
V roce 1995 začala výstavba nového sociálního zařízení, dvou tenisových dvorců a dalšími důležitými úpravami areálu. Významnou změnou v areálu bylo zrušení 33 m bazénu a vybudování centrálního dvorce na jeho místě, dále dobudování dalších dvou kurtů, tréninkového s umělou povrchem a dětským kurtem a dále tréninkovou stěnou. Důležitým technickým, a především organizačním krokem bylo oddělení tenisového areálu od letního koupaliště.
V roce 1996 začala generální oprava nejvýznamnější budovy v areálu, kulturní památky Solária.
Po likvidaci starých dřevěných kabin byl v areálu v následujícím roce vybudována nejen kanalizační a vodovodní sít, ale i vydlážděny chodníky a postaveny nové šatny. A v následujících deseti letech se areál proměnil díky vzniku parkových ploch před Soláriem, rekonstrukcí prošla tribuna, a především byly významně přebudovány dvorce.
V letech 2005 a 2006 byly zrekonstruovány kurty 1 – 5 a vznikl nový kurt s umělým povrchem.
Rok 2010 byl ve znamení rekonstrukce střechy Solária pomocí dřevěných šindelů. V areálu vznikla nová pergola, která nahradila starou, silně poškozenou původní, která je významným klidovým místem areálu.
Pozemky v areálu koupaliště Bajda byly v minulosti zatíženy církevními restitucemi. Soud v roce 2021 rozhodlo, že pozemky zůstanou ve vlastnictví České republiky. Město požádalo o úplatný převod těchto pozemků, aby s nimi mohlo v budoucnosti nakládat a mělo tak přístup k ev. dotacím a mít možnost na koupališti vybírat vstupné.
Pozemky, a zařízení, na nichž je areál TC Bajda Kroměříž umístěn, jsou majetkem MěÚ Kroměříž a do roku 2030 za částku Kč 1,00 Kč pronajat TC Bajda.
Jiná je situace s nohejbalovým klubem, která je třetí součástí sportovního areálu Bajda. Nohejbalový klub BAJDA Kroměříž vznikl v roce 1991 transformací nohejbalového klubu TJ Slavia-Plastika Kroměříž. Pozemky, na nichž klub přes různé problémy funguje, po složitých peripetiích se podařilo získat městu Kroměříž.

## Sportovní historie
Největších úspěchů dosáhli ve sportovním areálu Bajda tenisti. Období je v současné době zkoumáno historiky.
Po druhé světové válce, především po roce 1948, kdy tenis dostal nálepku buržoazního sportu, byl přesto úspěšným obdobím. Klub bojoval v řadě regionálních soutěží. Jeho vůdčími osobnostmi byli např. Ing. Oldřich Kuchař st. a především dlouholetý předseda klubu František Roubalík.
I v letech nepřízně se na dvorcích na Bajdě objevovali na exhibičních utkáních nejlepší českoslovenští hráči, jakými byli Jiří Javorský, Richard Schönborn, ale i další.
V současnosti klub TC Bajda Kroměříž nabízí široké sportovní vyžití od dospělých po nejmenší generaci budoucích tenistů.
Významnou činností, která v areálu funguje, jsou turnaje pro aktivní i rekreační hráče všech věkových skupin.

## Solárium

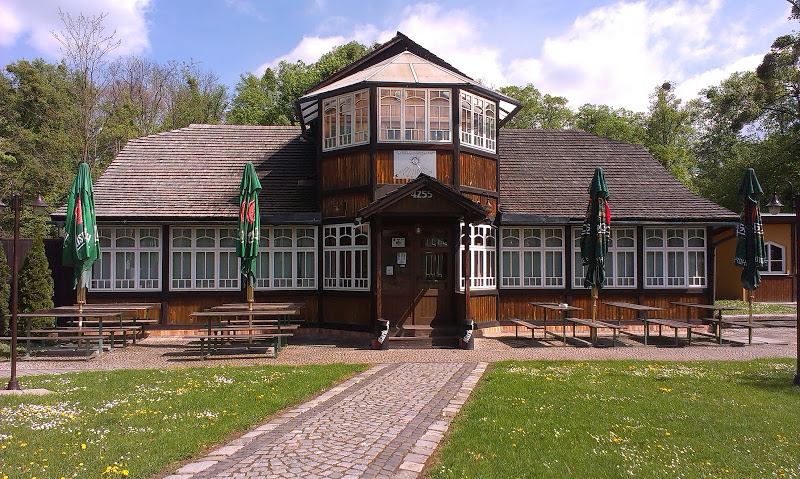
Městské lázně – solarium

Nejvýznamnější stavbou sportovního areálu Bajda je budova solária, jejímž autorem je slovinský architekt Dušan Jurkovič. Vznikla ve 20.–30. letech minulého století. Původní rybářský domek se nachází na jeho hranici s Podzámeckou zahradou. Nabízí zajímaný pohled na Dlouhý rybník a také na významnou část tenisového areálu. Jsou v něm umístěny společenské místnosti, šatny, sociální zařízení a také gastronomické zařízení.
Nejvýznamnější rekonstrukce se uskutečnila v roce 1996 a 1997. Přes poškození povodněmi byla budova znovu opravena a dnes je příkladem cenné architektury. Původně celodřevěná obdélníková stavba byla postupně dostavována až do dnešní podoby. Dřevěná stavba byla nahrazena zděným skeletem a ten byl obložen dřevem. Střecha je od roku 2010 pokryta dřevěnými šindeli. Elegantní budova s velkým podílem prosklených částí dotváří tenisový areál.